# Kukulcania benita
Espèce
Kukulcania benita est une espèce d'araignées aranéomorphes de la famille des Filistatidae.

## Distribution
Cette espèce est endémique de Basse-Californie au Mexique,. Elle se rencontre sur les Islas San Benito.

## Description
Le mâle paratype mesure 3,55 mm et la femelle paratype 11,79 mm.

## Étymologie
Son nom d'espèce lui a été donné en référence au lieu de sa découverte, les Islas San Benito.

## Publication originale
- Magalhaes & Ramírez, 2019 : The crevice weaver spider genus Kukulcania (Araneae: Filistatidae). Bulletin of the American Museum of Natural History, no 426, p. 1-151 (texte intégral).